# Ansley Cargill
Ansley Cargill (ur. 5 stycznia 1982 w Atlancie) – amerykańska tenisistka.
Rozpoczęła swoją karierę w 1997 roku w niewielkim turnieju ITF w Santa Clara. W następnym roku, jako kwalifikantka doszła do drugiej rundy turnieju w Indian Wells (25 000$), w której przegrała z Francuzką Leą Ghirardi. W 1999 roku dwukrotnie doszła do półfinałów a raz zagrała w finale w Monterrey, ale Węgierka Kira Nagy okazała się od niej lepsza. Pierwszy swój turniej wygrała dopiero w 2005 roku w Hilton Head, pokonując w finale Jekatierinę Afinogienową z Rosji. W sumie wygrała cztery turnieje singlowe i cztery deblowe rangi ITF.
W rozgrywkach WTA osiągnęła jeden ćwierćfinał w Sarasocie w 2003 roku, pokonując w pierwszej rundzie nr 13 światowego rankingu Patty Schnyder ze Szwajcarii a w drugiej Tamarine Tanasugarn (nr 31) z Tajlandii. Lepiej poszło jej w grze deblowej (w parze z Ashley Harkleroad) gdy w 2003 roku, w Tokio osiągnęły finał imprezy, a który przegrały z parą Marija Szarapowa i Tamarine Tanasugarn.
W turniejach wielkoszlemowych zagrała dziewięć razy, a jej największym sukcesem było dotarcie do drugiej rundy Australian Open w 2003 roku po pokonaniu Hiszpanki Anabel Medina Garrigues. Również w 2003 roku wzięła udział w Igrzyskach panamerykańskich, na których zdobyła brązowy medal w grze singlowej.
Obecnie pracuje w biurze firmy handlowej w Atlancie.

## Wygrane turnieje rangi ITF
| turnieje z pulą nagród 100 000 $ |
| turnieje z pulą nagród 75 000 $  |
| turnieje z pulą nagród 50 000 $  |
| turnieje z pulą nagród 25 000 $  |
| turnieje z pulą nagród 15 000 $  |
| turnieje z pulą nagród 10 000 $  |

### Gra pojedyncza
|    | Data       | Turniej     | Kat. | ($)    | Naw.   | Finalistka               | Wynik         |
| 1. | 05/06/2005 | Hilton Head | ITF  | 10 000 | twarda | Jekatierina Afinogienowa | 4:6, 6:3, 7:6 |
| 2. | 07/08/2005 | Vancouver   | ITF  | 25 000 | twarda | Melanie Gloria           | 6:4, 6:2      |
| 3. | 23/07/2006 | Hammond     | ITF  | 50 000 | twarda | Tetiana Perebyjnis       | 6:4, 6:4      |
| 4. | 06/08/2006 | Vancouver   | ITF  | 25 000 | twarda | Valérie Tétreault        | 7:5, 6:4      |